# يو إف سي على فوكس: جونسون ضد دودسون
يو إف سي على فوكس: جونسون ضد دودسون (بالإنجليزية: UFC on Fox: Johnson vs. Dodson)‏ هو حدث لفنون القتال المختلطة نظمته يو إف سي، أُقيم في 26 يناير 2013، على يونايتد سنتر في شيكاغو، إلينوي، الولايات المتحدة.